# هيئة تنمية الصناعة الماليزية
هيئة تنمية الصناعة الماليزية (MIDA) هي الوكالة الحكومية الرئيسية لتعزيز قطاعي التصنيع والخدمات في ماليزيا وأدرجت بموجب قانون هيئة التنمية الصناعية الماليزية. تساعد الهيئة الشركات التي تنوي الاستثمار في قطاعي الصناعة والخدمات وتسهل تنفيذ مشاريعها. تشمل المجموعة الواسعة من الخدمات التي تقدمها هيئة تنمية الصناعة الماليزية ومنها توفير معلومات عن فرص الاستثمار، بالإضافة إلى التسهيل على الشركات التي تبحث عن شركاء مشروع مشترك.

## المهام والأهداف[5]
- تشجيع الاستثمارات الأجنبية والمحلية في قطاعي التصنيع والخدمات
- القيام بالتخطيط للتنمية الصناعية في ماليزيا
- التوصية بسياسات واستراتيجيات الترويج والتطوير الصناعي لوزير التجارة الدولية والصناعة
- تقييم طلبات الحصول على رخص التصنيع ووظائف المغتربين. الحوافز الضريبية لأنشطة التصنيع، والسياحة، والبحث والتطوير، ومؤسسات التدريب وتطوير البرمجيات ؛ والإعفاء من الرسوم على المواد الخام والمكونات والآلات
- إصدار خطاب تأكيد لتطبيق ضريبة الاستيراد و / أو الإعفاء من ضريبة المبيعات على الآلات والمعدات وقطع الغيار والمواد الاستهلاكية.
- مساعدة الشركات في تنفيذ وتشغيل مشاريعها، وتقديم المساعدة من خلال التشاور المباشر والتشاور والتعاون مع السلطات ذات الصلة على المستوى الاتحادي ومستوى الولايات
- تسهيل تبادل المعلومات والتنسيق بين المؤسسات العاملة في مجال التنمية الصناعية أو المرتبطة بها

## الإتفاقات الدولية
في العام 2019 وقع وزير التجارة والصناعة القطري علي بن أحمد الكواري وداتوك داريل ليكينج، وزير التجارة والصناعة الماليزي، مذكرة تفاهم بين وكالة قطر لتشجيع الاستثمار (IPAQ) وهيئة تنمية الصناعة الماليزية.وتهدف المذكرة إلى تعزيز التعاون المتبادل في توليد التدفقات الاستثمارية المتبادلة بين البلدين.